# Michael W. Doyle
Michael William Doyle (* 14. September 1948 in Honolulu, Hawaii) ist ein US-amerikanischer Politikwissenschaftler.
Doyle ist Professor für internationales Recht und internationale Beziehungen an der Columbia University. Er befasste sich mit Imperialismustheorie, prägte den Begriff „Augusteische Schwelle“ und war für mehrere Projekte der Vereinten Nationen tätig.

## Leben
Doyle erhielt seine Schulbildung in Frankreich und der Schweiz und an einer Jesuitenschule in Tampa, Florida. Er studierte zunächst an der U.S. Air Force Academy, wo er auch eine Ausbildung als Fallschirmspringer erhielt, bevor er an die Harvard University wechselte. Hier erwarb er einen Bachelor, einen Master und 1977 einen Ph.D. in Politikwissenschaft. 1975/76 war er Dozent an der University of Warwick (Vereinigtes Königreich).
Michael Doyle erhielt 1977 eine erste Professur an der Princeton University und 1984 an der Johns Hopkins University, bevor er 1987 zurück an die Princeton University ging, wo er schließlich eine ordentliche Professur erhielt. Seit 2013 ist er an der Columbia University.
An der Princeton University war Doyle Direktor des Center of International Studies. Er gehört zum Direktorium der International Peace Academy, zum wissenschaftlichen Beirat des UNHCHR und der Abteilung Lessons Learned der Hauptabteilung Friedenssicherungseinsätze der UN. Er war Leiter des wissenschaftlichen Beirats des United Nations System (siehe Vereinte Nationen#Organe) und Mitglied des Council on Foreign Relations. Von 2001 bis 2003 war er Assistent und Berater von UN-Generalsekretär Kofi Annan, von 2006 bis 2013 war er in leitender Funktion für den United Nations Democracy Fund tätig.
Doyle ist mit Amy Gutmann verheiratet, die bis Februar 2022 Präsidentin der University of Pennsylvania war, danach war sie bis Juli 2024 Botschafterin der Vereinigten Staaten in Deutschland. Das Paar hat eine Tochter, die Chemikerin und Hochschullehrerin Abigail Doyle.

## Auszeichnungen (Auswahl)
- 2001 Mitglied der American Academy of Arts and Sciences[2]
- 2006 Guggenheim-Stipendium[3]
- 2009 Mitglied der American Philosophical Society[4]
- 2014 Ehrendoktor der University of Warwick

## Schriften
- The Question of Intervention: John Stuart Mill and the Responsibility to Protect. Yale University Press, New Haven 2015.
- Ways of War and Peace (W.W. Norton)
- Empires (Cornell University Press)
- Die Stimme der Völker. Politische Denker über die Auswirkungen der Demokratie. In: Otfried Höffe (Hg.): Immanuel Kant, Zum Ewigen Frieden (Klassiker auslegen, 1), Akademie, Berlin 1995, S. 221–244.
- UN Peacekeeping in Cambodia: UNTAC's Civil Mandate (Lynne Rienner Publishers)
- Striking First: Preemption and Prevention in International Conflict (Princeton Press, 2008)
- mit Nicholas Sambanis: Making War and Building Peace (Princeton Press, 2006)
- mit Fred Hirsch und Edward Morse: Alternatives to Monetary Disorder (Council on Foreign Relations/McGraw Hill)
- mit Ian Johnstone und Robert Orr (Hrsg.): Keeping the Peace (Cambridge University Press)
- mit Olara Otunnu (Hrsg.): Peacemaking and Peacekeeping for the New Century (Rowman and Littlefield)
- mit G. John Ikenberry (Hrsg.): New Thinking in International Relations Theory (Westview)
- mit Jean-Marc Coicaud und Anne-Marie Gardner (Hrsg.): The Globalization of Human Rights